# Junellia pappigera
Junellia pappigera es una especie de planta con flor perteneciente a la familia Verbenaceae.

## Distribución y hábitat
El área de distribución nativa de esta especie se extiende desde el suroeste de Bolivia hasta el norte tanto de Chile como de Argentina (Jujuy y Salta). Crece principalmente en el bioma tropical montano.

## Taxonomía
La especie fue descrita originalmente como Urbania pappigera por Rodolfo Amando Philippi y publicada en Anales de la Universidad de Chile pl. 2: 60, en 1891, actualmente es tanto un sinónimo como el basónimo de esta; y ulteriormente sería transferida al género Junellia por Nataly O'Leary y Paola Peralta en Systematic Botany 34(4): 784, en 2009.